# Krężelin
Krężelin [krɛ̃ˈʐɛlin] (tiếng Đức: Krummkavel) là một ngôi làng thuộc khu hành chính của Gmina Dębno, thuộc quận Myślibórz, West Pomeranian Voivodeship, ở phía tây bắc Ba Lan. Nó nằm khoảng 13 kilômét (8 mi) phía bắc Dębno, 15 km (9 mi) phía tây nam Myślibórz và 64 km (40 mi) phía nam thủ đô khu vực Szczecin.
Trước năm 1945, khu vực này là một phần của Đức. Đối với lịch sử của khu vực, xem Lịch sử của Pomerania.
Làng có dân số 18 người.